# Idiostrangalia michioi
Idiostrangalia michioi är en skalbaggsart som beskrevs av Ohbayashi N. 2005. Idiostrangalia michioi ingår i släktet Idiostrangalia och familjen långhorningar.
Artens utbredningsområde är Laos. Inga underarter finns listade i Catalogue of Life.